# 桑海人
桑海人（Songhai）是西非的一個族群，為古代桑海帝国的主要族群，后因为国家瓦解，桑海人开始分散，现在的馬里說桑海語族語言的人還將自己稱爲桑海人，但此外還有的自稱扎爾馬人等。